# II. Andronikosz bizánci császár
II. (Palaiologosz) Andronikosz, magyarosan II. András (ógörögül: Ανδρόνικος Βʹ Παλαιολόγος, (İznik, 1259. március 25. – Konstantinápoly, 1332. február 13.) bizánci császár 1282-től 1328-ig.

## Élete
VIII. Mikaél idősebb fia apja jól szervezett flottáját hagyta szétzülleni, így uralkodása alatt birodalma jóval kisebb hatalmat képviselt, mint a rivális Genova vagy Velence. Közben a birodalomalapító I. Oszmán szultán vezette oszmán törökök elfoglalták Bithünia nagy részét, és ellenük a császár felbérelte Roger de Flor katalán zsoldosvezér spanyol zsoldosseregét (almogavarok). 
Ők meg is szüntették a török fenyegetést, viszont félelmetes erejüket látva Andronikosz fia, Mikaél (akire, lévén apjának társcsászára, helyenként IX. Mikaélként szokás utalni, noha egymaga sosem uralkodott) megölette Flort (1305). Erre a katalánok fellázadtak, feldúlták Trákiát és Makedóniát, végül elfoglalták Thébát és az Athéni Hercegséget. 1320-tól kezdve a császár saját unokájával, Mikaél fiával, Andronikosszal volt kénytelen háborúzni. 1328-ban végül lemondott, és 1332-ben halt meg.